# 신용장
신용장(信用狀, letter of credit, L/C)이란 판매자가, 기저가 되는 계약(예컨대, 물품판매계약)에 의해 특정된 의무를 이행하였고, 물품 · 용역이 계약된 대로 제공되었다는 것을 입증하는 서류이다. 수혜자는 이 문서를 반환함으로써, 신용장을 발행한 금융기관으로부터 지급을 받는다. 신용장은 구매자가 궁극적으로 지급을 하지 못하게 되더라도 판매자는 지급을 받을 것이라는 보증으로서의 역할을 한다. 이런 식으로 구매자가 지급하지 아니하는 위험은 구매자로부터 신용장의 발행자에게로 이전된다. 즉, 신용장은 은행이 거래처의 요청으로 신용을 보증하기 위해 발행하는 증서로, 원활한 무역거래 대금결제를 위하여 수입업자의 요청과 지시에 따라 수출업자(수혜자) 또는 그의 지시인으로 하여금 일정기간 및 일정조건 아래 운송서류를 담보로 하여 발행은행 또는 동 발행은행이 지정하는 환거래은행을 지급인(Drawee)으로 하는 화환어음을 발행하도록 하고, 수출자가 신용장에 명시된 조건에 일치하는 서류를 매입은행을 통해 제시하면 이와 상환으로 발행은행이 물품대금의 지급 · 인수 또는 매입을 보장한다는 조건부 지급 확약 증서이다.
신용장은 주로 국제 무역에서 사용된다. 대부분의 신용장은 신용장통일규칙으로 알려진 국제상공회의소에 의해 공표된 규정에 의해 규율된다.
오늘날과 같은 은행발행 신용장이 국제무역대금의 결제수단으로 본격 사용되기 시작한 것은 19세기 중반부터이다. 신용장을 통해 통상 물품인도에 따른 대금회수불능의 위험을 부담하게 되는 수출자는 신용장이 수입자를 대신해서 은행이 대금지급을 확약해줌으로써 대금회수 불능의 위험을 제거할 수 있고, 통상 물품수령불능의 위험을 부담했던 수입자에게는 신용장이 물품을 수령할 수 있는 운송서류와 상환으로 대금을 지급함으로써 수입대금 지급 후 물품수령불능의 위험을 제거할 수 있게 되었다.

## 특성
신용장은 '독립성'과 '추상성'이라는 특성을 가진다. 신용장을 이용한 거래는 매매계약에 근거를 두는 거래이지만, 매매계약과는 별개로 거래가 이루어지며 이를 '신용장의 독립성'이라고 한다. 이 때문에 무역계약의 당사자인 수출자와 수입자는 무역계약의 조건을 말미암아 개설은행에 대항할 수 없다. 또한 신용장 거래는 물품거래가 아니라 신용장이라는 서류상에서만 이루어지는 거래이며 이러한 특성을 '신용장의 추상성'이라고 한다. 개설은행은 오직 신용장과 일치하는 서류에 따라서 수입자의 지시내용에 근거하여 결제를 하게 된다. 이 둘을 합쳐서 '신용장 거래의 독립추상성'이라고 하기도 한다.

## 종류
일반형태
- 상업신용장과 클린신용장
- 보증신용장과 여행자신용장
- 일반신용장과 상환신용장
- 은행신용장과 개인신용장
- 수출신용장과 수입신용장

기본형태
- 취소불능신용장과 취소가능신용장
- 화환신용장과 무화환신용장
- 확인신용장과 미확인신용장
- 상환청구가능신용장과 상환청구불능신용장
- 매입신용장과 지급신용장
- 보통신용장과 특정신용장
- 일람출급신용장과 기한부신용장
- 양도가능신용장과 양도불능신용장

특수형태
- 회전신용장
- 전대신용장
- 연장신용장
- 동시개설신용장
- 기탁신용장
- 백지신용장
- 내국신용장

## 내용
신용장에는 신용장 자체에 관한 사항, 환어음에 관한 사항, 서류에 관한 사항, 물품에 관한 사항, 선적에 관한 사항 등이 들어간다. 첫 번째로, 신용장 자체에 관한 내용에는 신용장의 개설은행, 신용장 종류, 신용장 번호, 신용장 개설일자, 통지은행, 수익자, 개설신청인, 신용장 금액, 신용장의 유효기일 등이 있다. 두 번째로, 환어음에 관한 사항에는 환어음의 발행인, 환어음의 지급인, 환어음의 말기일, 환어음 금액, 환어음의 기재 문구 등이 포함되며, 이는 무역대금결제와 관련된 사항이기 때문에 중요하다. 세 번째로, 선적 서류에 관한 사항은 기본서류와 기타서류로 구분되며, 환어음 발행 시에 기본적으로 필요한 서류에는 선하증권(B/L), 해상보험증권(I/P), 상업송장(C/I)이 있다. 그리고 기타 서류에는 품질증명서, 검사증명서, 검역증명서, 포장명세서, 검역증명서, 원산지증명서 등이 들어간다. 넷째로, 물품에 관한 사항은 무역거래를 하려는 물품명, 물품의 수량, 단가 및 조건 등에 대한 것이다. 다섯째는 선적에 관한 사항이며, 선적항, 도착항, 선적기일, 분할선적 규정, 환적 규정, 선적서류의 제시기한, 선적서류의 우송지시문언 등을 포함한다. 마지막으로 기타사항에는 은행수수료의 부담자, 은행의 지급확약, 은행의 사환방법, 은행의 통지방법 등이 있고, 서류에 관한 선적서류의 제시기한, 선적서류의 발송 등이 포함되며, 물품에 관한 특별한 화인(marks)이나 선적통지 등이 있다. 추가적으로 신용장의 가장 하단에는 별도의 명시가 없으면, 국제 상업 회의소의 신용장 통일 규칙(UCP)에 따른다는 내용을 넣는다.

## 신용장 거래

신용장 거래 절차

### 거래 당사자
기본당사자
- 개설 의뢰인
- 개설은행
- 수익자
- 확인은행

기타당사자
- 통지은행
- 매입은행
- 지급은행
- 인수은행
- 상환은행
- 양도은행
- 지정은행

### 거래의 절차
신용장 거래는 수출업자와 수입업자가 무역계약을 체결한 후 수출업자가 신용장 거래를 제의하여 수입업자가 거래은행에 신용장의 개설을 신청하면서 시작된다. 이 때, 신용장 개설을 위해서는 신용장 거래약정서, 수입승인서, 보험증권 등이 필요하다. 수입업자에게 개설 의뢰를 받은 개설은행은 신용장 개설신청서를 심사하여 신용장을 개설하고 이 사실을 통지은행을 통해 수출업자에게 통지한다. 수출업자는 신용장 개설 사실을 통보 받은 후에 수출에 착수하게 된다. 수출업자는 수출물품을 선적하고 나면 운송회사로부터 선적서류(선하증권, 보험증권, 상업송장)를 입수한다. 이 서류들과 필요한 모든 서류가 준비되면 이를 매입은행(확인은행)에 제출하고 환어음을 발행하여, 은행에 지급, 인수, 매입을 의뢰하게 된다. 매입은행은 환어음에 대한 추심을 진행하기 위해 개설은행에 대금 상환을 요청하고, 개설은행이 이를 수락한 후 개설의뢰인인 수입업자에게 대금결제와 선적서류입수를 진행하여 대금 상환이 이루어짐으로써 거래가 완료된다. 한편, 수입업자는 운송회사에 선적서류를 제출하고 물품을 수령하게 된다.

## 신용장 통일 규칙
신용장 통일 규칙(Uniform Customs and Practice for Documentary Credits, UCP)은 국제 상업 회의소가 제정, 공표한 자치 법규이다. 2007년 7월 1일부터는 “UCP 600”이 시행되고 있다. “UCP 600”이라는 명칭은 당시 이것이 “ICC Publication no. 600”(국제상업회의소 간행물 제600호)로 공표되었기에 “UCP”에 “600”이라는 번호가 추가된 것이다. 국제 상업 회의소는 이 규칙과 인코텀즈를 가장 성공적인 것으로 자부하고 있다.